# The Fairy Feller's Master-Stroke
Para a canção da banda Queen, veja a canção do Álbum Queen II, "The Fairy Feller's Master-Stroke"

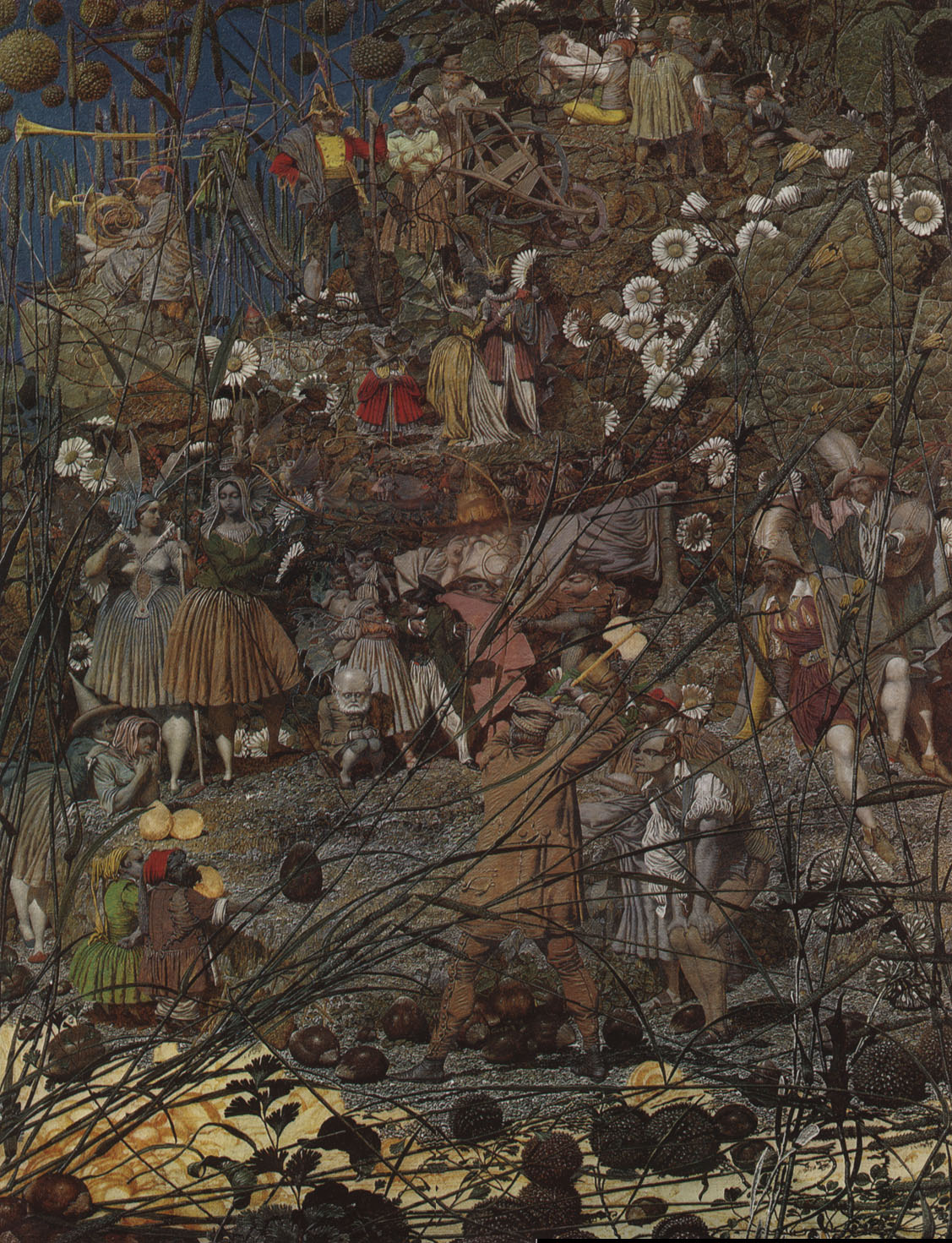
Richard Dadd. Fairy Feller's Master-Stroke. 1855-64. Óleo sobre tela. 54 x 39.5 cm. Tate Gallery, Londres.

The Fairy Feller's Master-Stroke é uma pintura do artista inglês Richard Dadd. Começou a pintar em 1855 e trabalhou nele até 1864. Dadd o pintou enquanto estava preso no State Criminal Lunatic Asylum of Bethlem Royal Hospital, onde foi confinado depois que ele assassinou seu pai em 1843.  Foi encomendado por George Henry Haydon, que era chefe de serviço do Bethlem Royal Hospital na época.

## História
Dadd começou sua carreira como pintor de pinturas de fadas antes do início de sua doença mental. Depois de ter sido enternado, ele foi incentivado a retomar a pintura. G. H. Haydon ficou impressionado com os esforços artísticos de Dadd e pediu uma pintura de fadas. Dadd trabalhou na pintura por nove anos, prestando atenção microscópica aos detalhes e usando uma técnica de camadas para produzir resultados semelhantes a 3D. Embora seja geralmente considerado como seu trabalho mais importante, o próprio Dadd considerou que a pintura estava inacabada (o fundo do canto inferior esquerdo só é esboçado).
Ele assinou a parte de trás da tela com a inscrição: "The Fairy Feller's Master-Stroke, pintado para G. H. Haydon Esqre por Rd. Dadd quase 1855-64". De acordo com Patricia Allderidge, "quase" pode significar que foi reservado durante esse período ou que demorou muito para começar ". A data de encerramento, 1864, coincide com a transferência de Dadd para o Hospital Broadmoor em Berkshire, o asilo onde passou os 21 anos restantes de sua vida.
A fim de dar contexto ao seu trabalho, Dadd posteriormente escreveu um longo poema com o nome de Elimination of a Picture & its Subject—called The Fellers' Master Stroke, no qual cada um dos personagens que aparecem na imagem recebe um nome e propósito - incluindo inúmeras referências ao antigo folclore inglês e Shakespeare - em uma aparente tentativa de mostrar que a composição única da pintura não era meramente um produto de inspiração aleatória e selvagem.
A pintura está na coleção Tate Britain. Foi apresentado ao Tate pelo poeta de guerra Siegfried Sassoon em memória de seu amigo e colega Julian Dadd, um grande sobrinho do artista e de seus dois irmãos que deram suas vidas na Primeira Guerra Mundial.

## Em outros trabalhos
A música do Queen "The Fairy Feller's Master-Stroke" do álbum Queen II nasceu da apreciação de Freddie Mercury sobre o trabalho; faz referência direta aos personagens da pintura, conforme detalhado no poema de Dadd.
A novela de Terry Pratchett, The Wee Free Men, contém uma cena inspirada na pintura.
A pintura, The Art Of The Insane, e Dadd são mencionados na novela, Mortal Love, de Elizabeth Hand.
O trabalho é um elemento de trama central na novela The Witches of Chiswick de Robert Rankin.
Neil Gaiman escreveu uma homenagem à pintura para a revista Intelligent Life (Julho/Agosto de 2013) 
A pintura aparece nas novelas Tufa de Alex Bledsoe.
A pintura é um elemento de trama atribuído em The Road to Bedlam de Mike Shevdon, livro II de sua série The Courts of Feyre.
"The Fairy Feller's Master Stroke", de Mark Chadbourn, sobre um jovem contemporâneo à procura de significados na pintura, ganhou o British Fantasy Award de melhor conto em 2003.
Octavio Paz dedicou um capítulo sobre Richard Dadd e esta pintura em particular em seu livro The Monkey Grammarian.
O enredo de The Girl no Green Glass Mirror, de Elizabeth McGregor se baseia fortemente em Richard Dadd e nesta pintura.